# Noël sanglant (1945)
Le Noël sanglant (en bulgare : Кървава Коледа) désigne une campagne de répression politique effectuée en janvier 1945 par le régime yougoslave, dans le cadre de la terreur politique en République socialiste de Macédoine, à l'encontre des personnes s'identifiant ouvertement comme bulgares. Elles ont été liquidées ou maltraitées sans procès ni condamnation. Les atrocités commises par les autorités communistes ont commencé le 7 janvier, jour de la fête chrétienne de Noël chez les orthodoxes.

## Histoire
Le 7 janvier, sur ordre du président Tito, 1200 habitants de la République socialiste de Macédoine ayant un sentiment d'appartenance bulgare sont exécutés. Les premiers visés sont les personnes influentes, notamment des professeurs, des ecclésiastiques et des maires. Les listes ont été préparées à l'avance par l'homme politique macédoniste Lazar Kolishevski. Cette participation cruciale à l'organisation des massacres lui vaudra d'être récompensé par le poste de président du gouvernement de Macédoine. Les massacres sont perpétrés sous la supervision de deux autres hommes, Svetozar Vukmanović et Mihaylo Apostolski.
L’objectif de l'opération était d’effacer l’identité bulgare et d’accélérer le processus de macédonisation de la population de la Macédoine du Vardar, entre autres pour éviter de potentielles prétentions territoriales de la Bulgarie sur cette région. La population de l'actuelle Macédoine du Nord, qui à l'époque avait majoritairement un sentiment d'appartenance bulgare, va être de victime de cette assimilation forcée, créant ainsi le peuple aujourd'hui connu sous le nom de Macédoniens (ou Slavo-macédoniens). Pendant les répressions de janvier 1945, 23 000 Bulgares sont tués et des milliers d'autres sont déplacés ou expulsés vers la Bulgarie voisine, tandis qu'un nombre inconnu (de quelques milliers à plusieurs centaines de milliers selon les sources) est envoyé dans les camps de concentration de Yougoslavie, notamment à celui de Goli Otok,.

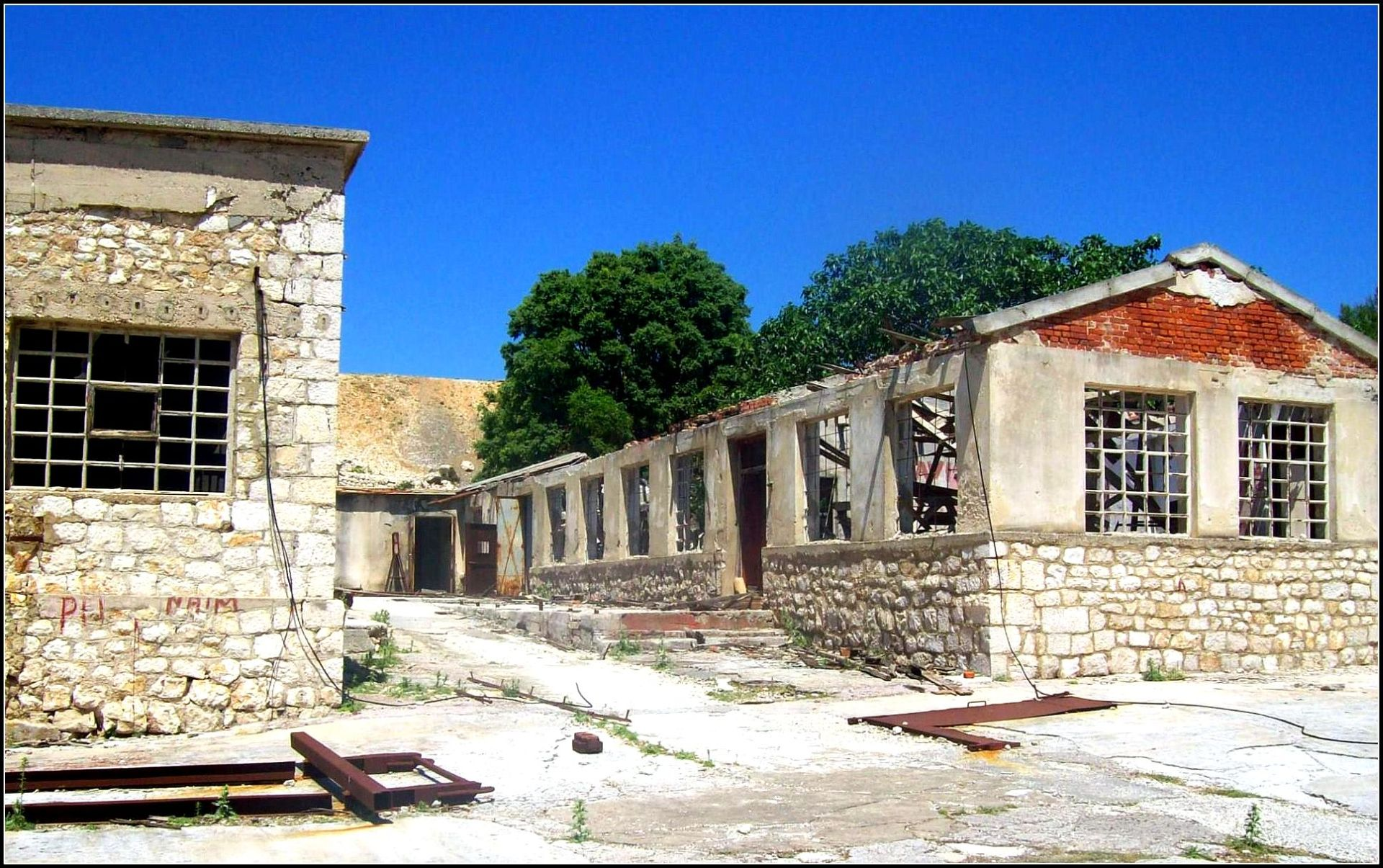
Vue de l'ancien camp de Goli Otok

Le nombre de personnes tuées par ville durant la journée du 7 janvier 1945 est connu , notamment grâce aux listes effectuées par Lazar Kolishevski :
| Villes      | Nombre de morts |
| ----------- | --------------- |
| Skopje      | 63              |
| Veles       | 54              |
| Kumanovo    | 48              |
| Bitola      | 36              |
| Shtip       | 77              |
| Prilep      | 35              |
| Vladimirovo | 330             |

Près du lac d'Ohrid et du lac Prespa ainsi que dans la montagne Galichitsa près du village d'Oteshevo, de nombreux Bulgares ont été tués et leurs corps ont été jetés directement dans le lac Prespa. À Veles, les corps sont enterrés dans des fosses communes derrière l'église "Saint-Spas" et près de la Pusta Kula.

## Commémorations

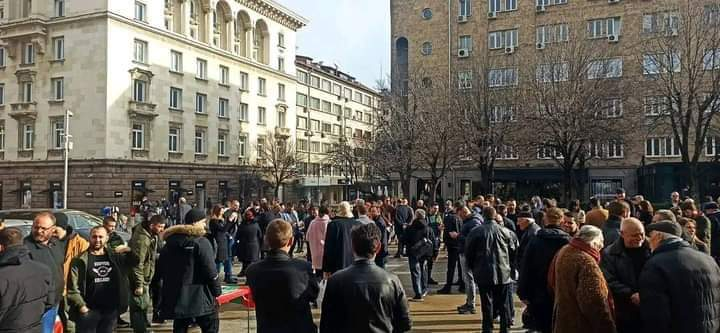
Cérémonie commémorative en mémoire des victimes du Noël sanglant, Sofia, le 7 janvier 2024

Le 7 janvier 2024, devant la Cathédrale Sainte-Nédélia de Sofia, une cérémonie commémorative a été organisée en l'honneur des victimes des massacres du Noël sanglant.